# Château de Comano
Le château de Comano (en italien : Castello di Comano), est une ancienne fortification médiévale située dans la commune de  Comano, dans la province de Massa-Carrara en Toscane,.
Il est situé sur une colline dominant la vallée du Taverone (it), dans la région historique de la Lunigiana. Dans le passé, il était important pour sa position stratégique à la frontière entre l’Émilie-Romagne. Il a appartenu à l'une des branches de la Malaspina dello Spino Fiorito.

## Historique
En 884, le marquis et duc Adalbert Ier de Toscane fit don du château au monastère bénédictin d’Aulla. Comano faisait partie de l’importante cour qu’en 937 le roi Hugues d'Arles, après avoir dépouillé les enfants d’Adalbert II de Toscane, donna en dot à son épouse Berta avec 60 mansiones. Les origines de ce château sont liées au besoin de protection de certaines seigneuries rurales qui ont surgi dans la région.
Le château passa ensuite sous le contrôle de la maison d'Este puis sous celle de la famille Malaspina : en 1164, l’empereur Frédéric Barberousse attribua la quatrième partie du fief de Comano à son allié Obizzo Malaspina, investiture confirmée plus tard en 1220. Comano et son château passèrent ensuite dans le marquisat de Filattiera et plus tard dans le marquisat d’Olivola, avec le château de Groppo San Pietro. À cette époque, la famille Dallo était vassale de la famille Malaspina : un fratricide au sein de la famille dans la première moitié du XIVe siècle provoqua l’intervention de Spinetta Malaspina (it) qui tua les meurtriers et annexa le château au marquisat de Verrucola. Au milieu du XVe siècle, le marquisat et tous ses châteaux passèrent par héritage sous la république de Florence.

## Description
De la structure, il ne reste que le donjon, une tour cylindrique du XIIIe siècle, entourée d’une courtine du XVe siècle munie de tours de flanc. La tour est caractérisée par des créneaux guelfes et des encorbellements en pierre typiques des tours Malaspina, selon un modèle facilement reconnaissable dans le château de Malgrate. À l’époque, l’entrée se faisait par une mezzanine et par des escaliers escamotables comme c’était l’usage dans les systèmes défensifs médiévaux.
Le chemin de ronde est équipé de tours latérales et d’une seule porte d’accès. À l’intérieur, on peut apercevoir les ruines d’une résidence probablement construite à une époque ultérieure.

## Galerie

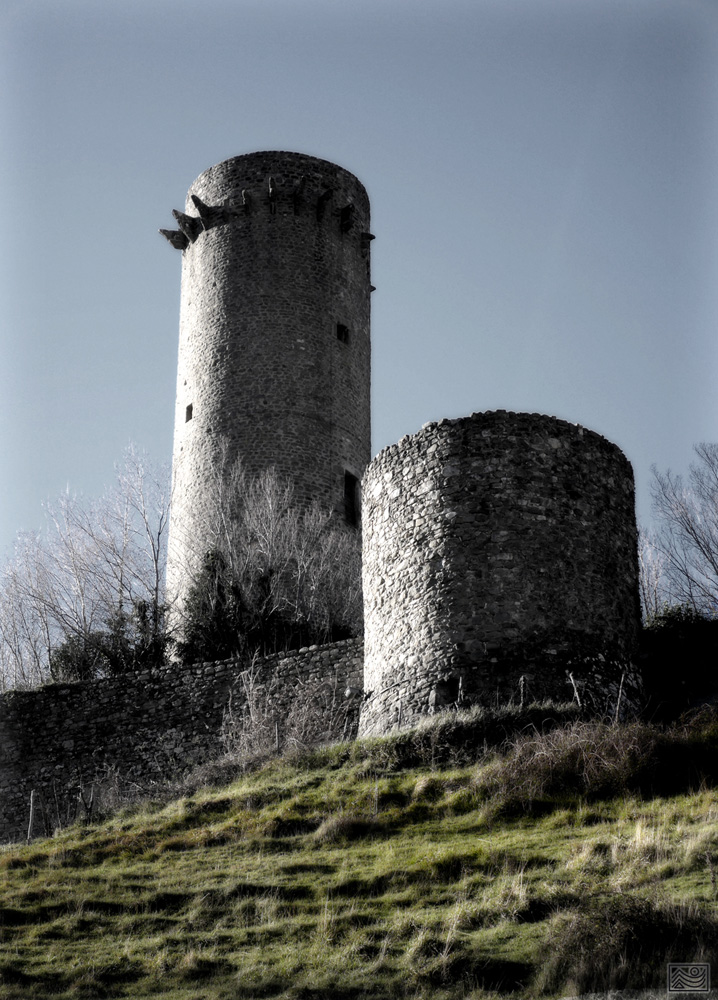
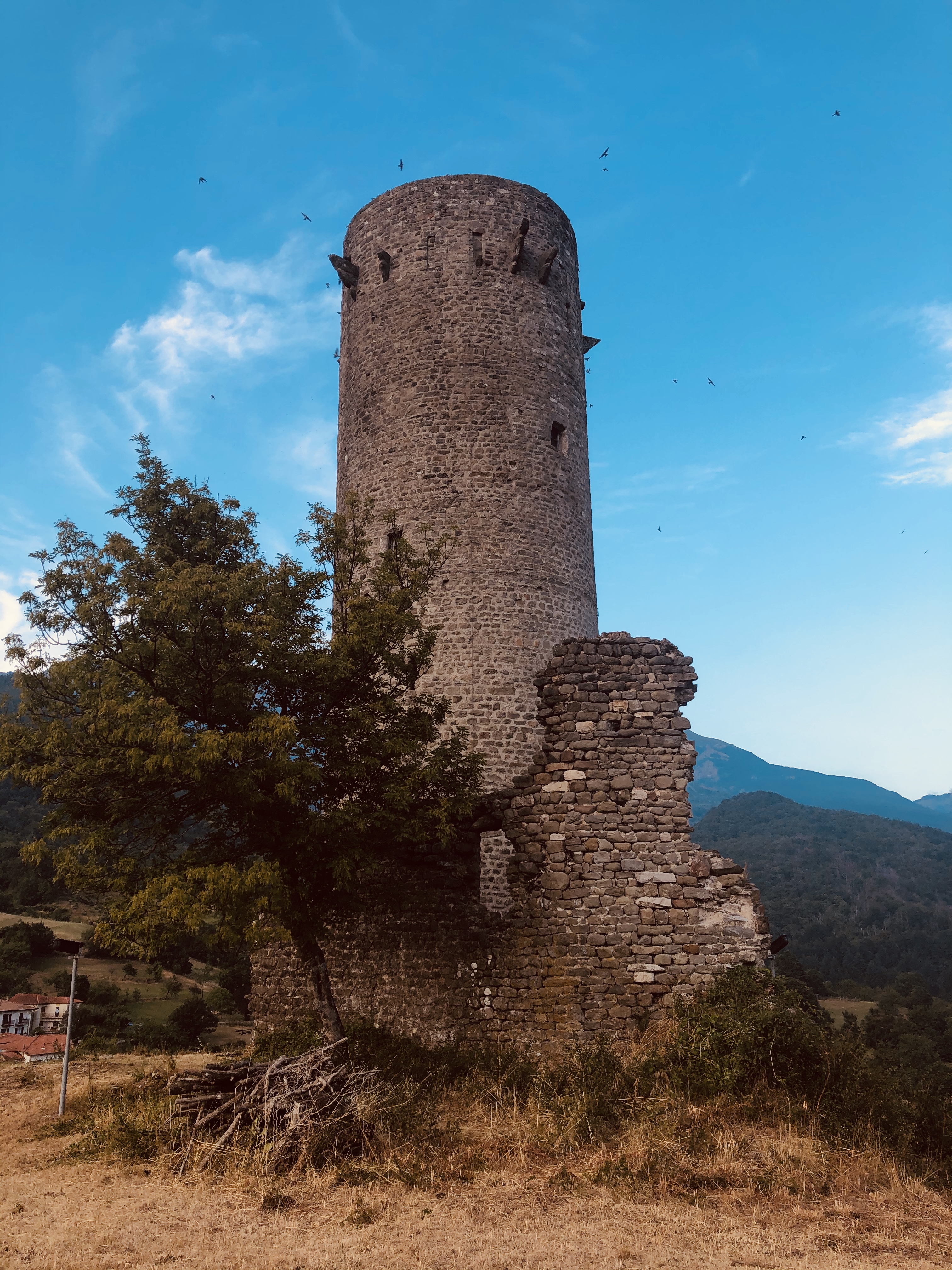
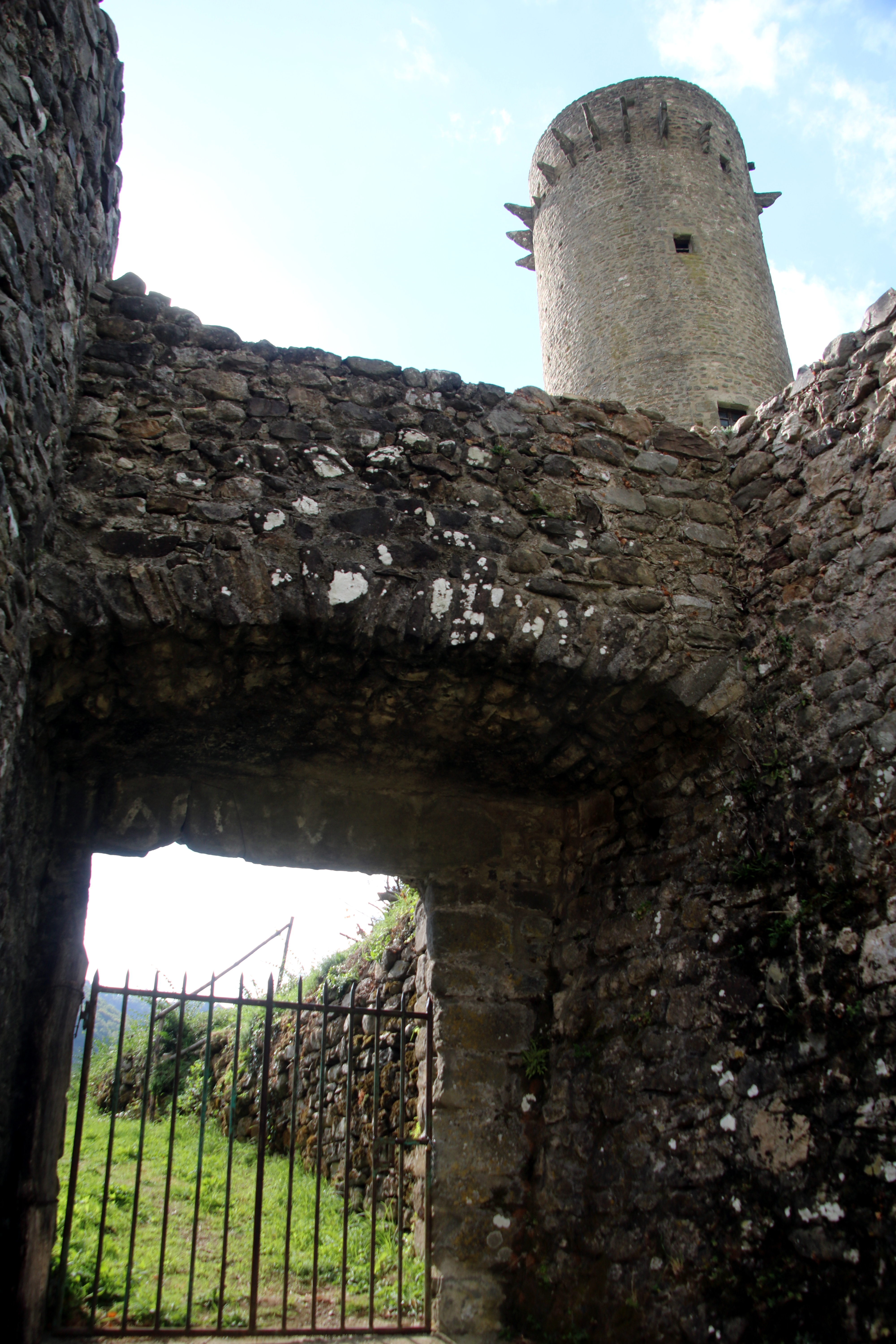